# Le Mesnil-Aubert
Le Mesnil-Aubert település Franciaországban, Manche megyében. Lakosainak száma 195 fő (2022. január 1.). Le Mesnil-Aubert Cérences, Lengronne és Quettreville-sur-Sienne községekkel határos.

## Népesség
A település népességének változása:
| Lakosok száma | 254  | 181  | 152  | 150  | 163  | 176  | 186  | 195  | 195  | 195  |
|               | 1968 | 1982 | 1990 | 2006 | 2013 | 2015 | 2017 | 2019 | 2020 | 2022 |